# Georg Wobbermin
Ernst Gustav Georg Wobbermin (* 27. Oktober 1869 in Stettin; † 15. Oktober 1943 in Berlin) war ein deutscher evangelischer Theologe.

## Leben
Georg Wobbermin wuchs in seiner Geburtsstadt Stettin auf, wo er auch das Gymnasium besuchte. Nach dem Erwerb des Abiturabschlusses studierte er u. a.in Berlin Evangelische Theologie. Seine Dissertation legte er im Fach Systematische Theologie vor und wurde zum Doktor der Theologie promoviert. Seit 1922 hatte er den Lehrstuhl für Systematische Theologie an der Universität Göttingen inne. Der Heidelberger Akademie der Wissenschaften gehörte er seit 1920 als außerordentliches und seit 1922 als auswärtiges Mitglied an. Er war seit 1929 ordentliches und seit 1935 auswärtiges Mitglied der Göttinger Akademie der Wissenschaften.

## Psychologische Religionsdeutung
Wobbermins theologischer Entwurf (Systematische Theologie nach religionspsychologischer Methode. Drei Bände, Leipzig 1913 / 1922 / 1925) beruht auf einer Religionsdeutung, die psychologisch orientiert ist. Hierin erweist er sich als Anhänger Schleiermachers, doch ist er auch durch William James geprägt. Dessen Werk The varieties of religious experience gab er in einer deutschen Bearbeitung unter dem Titel Die religiöse Erfahrung in ihrer Mannigfaltigkeit: Materialien und Studien zu einer Psychologie und Pathologie des religiösen Lebens heraus.
Wobbermins theologisches Programm ist, wie in letzter Zeit mehrfach dargelegt worden ist, von eminenter Bedeutung und wird gegenwärtig von Theologie, Religionspsychologie und Religionstheorie vielfach weitergeführt. Dies geschieht allerdings oft ohne ausdrückliche Bezugnahme, wie überhaupt eine angemessene Würdigung der fachlichen Leistung durch seine politische Haltung in den 1920er Jahren und besonders in der Zeit des Dritten Reiches sehr erschwert wird.

## Politische Einstellung
Wobbermin war von der Frühzeit an bis zu seinem Lebensende ein extrem nationalistisch eingestellter Intellektueller. Seit der „Machtergreifung“ unterstützte er die NS-Regierung und unterzeichnete das Bekenntnis der Professoren an den deutschen Universitäten und Hochschulen zu Adolf Hitler vom 11. November 1933. Wobbermin teilte und propagierte den nationalsozialistischen Antisemitismus. Im Jahre 1939 erklärte er seine Bereitschaft zur Mitarbeit am Eisenacher Institut zur Erforschung und Beseitigung des jüdischen Einflusses auf das deutsche kirchliche Leben.